# Faraḩ Dīn
Faraḩ Dīn (persiska: فرح دین) är en ort i Iran.   Den ligger i provinsen Nordkhorasan, i den nordöstra delen av landet, 500 km nordost om huvudstaden Teheran. Faraḩ Dīn ligger 932 meter över havet och antalet invånare är 211.
Terrängen runt Faraḩ Dīn är huvudsakligen kuperad. Faraḩ Dīn ligger nere i en dal. Runt Faraḩ Dīn är det ganska glesbefolkat, med 27 invånare per kvadratkilometer. Närmaste större samhälle är Amānlī, 8,8 km väster om Faraḩ Dīn. Omgivningarna runt Faraḩ Dīn är i huvudsak ett öppet busklandskap.